# Марена румунська
{{#ifeq:0|0|{{#if:Barbus petenyi|{{#if:|[[]}}|[[]]}}}}
Марена румунська, також марена дунайсько-дністровська (Barbus petenyi) — риба родини коропові. Поширена у прісних водах Європи: басейн Дунаю в Болгарії і Румунії, в Україні відзначений на Закарпатті; в Болгарії відомий також у басейні Камчиї. Сягає довжини 25 см.